# Krupanj (općina)
Krupanj (općina) (ćirilično: Општина Крупањ) je općina u Mačvanskom okrugu na sjeverozapadu Središnje Srbije. Središte općine je grad Krupanj. 

## Zemljopis
Po podacima iz 2004. općina zauzima površinu od 342 km² (od čega je poljoprivrednih površina 19.969 ha, a šumskih 12.221 ha).

## Stanovništvo
Prema popisu stanovništva iz 2002. godine u općini živi 20.192 stanovnika, raspoređenih u 23 naselja .

## Naselja
| - Banjevac - Bela Crkva - Bogoštica - Brezovice - Brštica - Vrbić - Dvorska - Zavlaka | - Kostajnik - Krasava - Kržava - Krupanj - Likodra - Lipenović - Mojković - Planina | - Ravnaja - Stave - Tolisavac - Tomanj - Cvetulja - Cerova - Šljivova |

Po podacima iz 2004. prirodni priraštaj je iznosio -2,3 ‰, a broj zaposlenih u općini iznosi 2.412 ljudi. U općini se nalazi 21 osnovne škole s 1.927 učenika i jedna srednja škola s 408 učenika.